# 坂本博士
坂本 博士（さかもと ひろし、1932年3月28日 - 2022年12月3日）は、日本のバリトン歌手、作曲家、音楽教育者。東京府出身。

## 概要
1954年、東京藝術大学声楽科卒業。
声楽を城多又兵衛、リア・フォン・ヘッサート（独）、ガエターノ・コメッリ（伊）に、ピアノを水谷達夫、作曲を下総皖一、指揮を金子登、渡邉暁雄に師事。 
1957年、藤原歌劇団公演「ラ・ボエーム」マルチェロ役でデビュー。
1960年代初頭ごろ、高島一恵に音楽を教えていた。
1963年から1964年にかけて放送されたNHK総合テレビの音楽番組「歌おう世界の友よ」で歌と司会を担当。
1969年、サカモト・ミュージック・スクールを設立し校長に就任する。同年、サカモト児童合唱団を結成。
第22回（昭和42年度）芸術祭奨励賞、第25回（昭和45年度）芸術祭優秀賞受賞。
サカモト・ミュージカル・カンパニーとして第30回（昭和50年度）芸術祭優秀賞。
2015年、文化庁長官表彰。
2022年12月3日、誤嚥性肺炎のため横浜市内の病院で死去。90歳没。

## ディスコグラフィー

### シングル
- タイガー・マスク（1968年、キングレコード、BS(H)-2010）

### シングル（委託盤）
- 東京産業信用金庫の歌（キングレコード、NCS-478）

### アルバム
- 日本名曲民謡をうたう（キングレコード、SKK-573）
- 坂本博士とミュージカルスを楽しもう（キングレコード）
- 坂本博士 “日本の旅情"を歌う（1970年、キングレコード、SKK-630）
- 音楽ファンタジー わたしの愛の詩 -坂本博士魅力のすべて-（キングレコード、SKK-743）
- 坂本博士ミュージカル ベスト（2015年、キングレコード、KICW-5641）